# Roger Chartier
Roger Chartier (* 9. Dezember 1945 in Lyon) ist ein französischer Historiker. Er steht der Annales-Schule nah und befasst sich mit der Geschichte von Schriftkultur, von Buchdruck, Verlagen, Bibliotheken und des Lesens. Innerhalb seiner akademischen Laufbahn ist er vornehmlich mit der Elite-Hochschule École des hautes études en sciences sociales (EHESS) und dem Collège de France in Paris verbunden. 

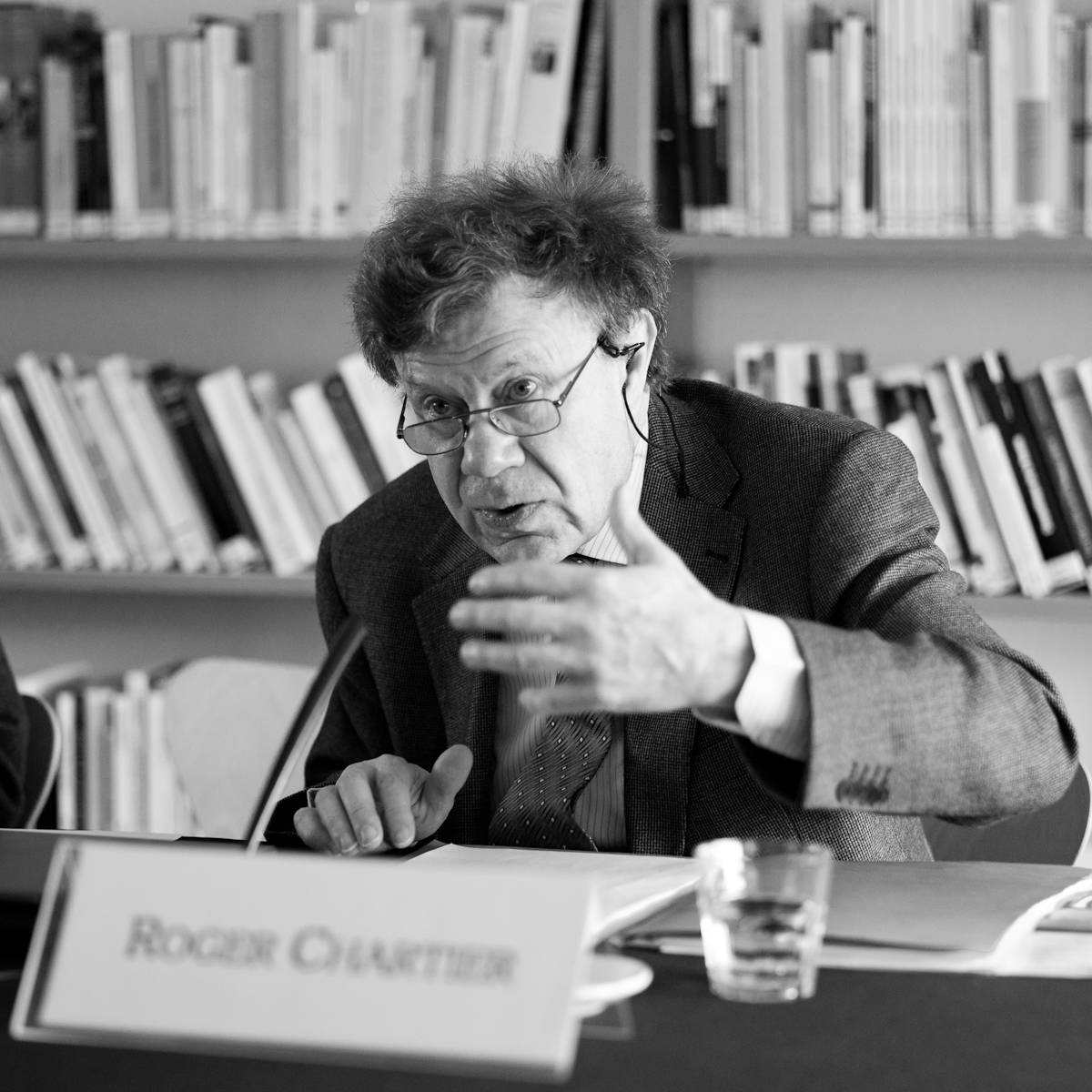
Roger Chartier, Prag 2011

## Leben und Werk
Chartier studierte Geschichte ab 1964 an der École normale supérieure de Saint-Cloud und der Sorbonne mit dem Lizenziat 1966, der Maitrise 1967 und der Agrégation in Geschichte 1969 (wobei er als Bester eingestuft wurde). Danach war er bis 1970 Lehrer am Lycée Louis-le-Grand und danach Assistent an der Sorbonne (Universität Paris I) und an der École des hautes études en sciences sociales, an der er 1978 Maître de conférences und 1983 Directeur d’études wurde. 2007 wurde er Professor am Collège de France auf dem Lehrstuhl für Schriftkultur in der frühen Neuzeit in Europa (Écrit et cultures dans l'Europe moderne).
Er war unter anderem Gastprofessor und Gastwissenschaftler an der University of Pennsylvania (Annenberg Gastprofessor seit 2001), Montreal (1977) und der Cornell University (Andrew White Professor at Large 1996 bis 2001), am Zentrum für Renaissance-Studien der Newbury Library in Chicago und am Folger-Institut in Washington (1985), in Chicago, Yale, Berkeley, Stanford, Harvard, Princeton University, Buenos Aires und an der École nationale des chartes in Paris.
In seinem Buch Die kulturellen Ursprünge der Französischen Revolution vertritt er die These, nicht Aufklärer wie Rousseau und Voltaire hätten die Revolution vorbereitet, sondern umgekehrt sei ihre Vorläufer-Rolle gleichsam von den Revolutionären erfunden worden, um die Revolution zu legitimieren und ideologisch zu untermauern.
Er befasst sich auch mit Geschichts-Epistemologie.
1992 erhielt er den Grand Prix Gobert für sein Gesamtwerk. Er ist korrespondierendes Mitglied der British Academy und Ritter der Ehrenlegion. 2016 wurde er zum Mitglied der American Academy of Arts and Sciences gewählt.

## Schriften (Auswahl)
- mit Marie-Madeleine Compère, Dominique Julia: L’Éducation en France du XVIe au XVIIIe siècle. Société d’édition d’enseignement supérieur, Paris 1976, ISBN 2-7181-5201-X.
- als Herausgeber mit Henri-Jean Martin: Histoire de l’édition française. 4 Bände. Promodis, Paris 1983–1986, (2. Auflage. Fayard, Paris 1989–1991).
- als Herausgeber: Pratiques de la lecture. Rivages, Marseille u. a. 1985, ISBN 2-903059-52-7.
- mit Philippe Ariès, Georges Duby: De la Renaissance aux Lumières (= Histoire de la vie privée. Bd. 3 = L’Univers historique. 45). Éditions du Seuil, Paris 1986, ISBN 2-02-009293-X. 
  - Deutsche Übersetzung: Von der Renaissance zur Aufklärung (= Geschichte des privaten Lebens. Bd. 3). Deutsch von Holger Fliessbach und Gabriele Krüger-Wirrer. Fischer, Frankfurt am Main u. a. 1991, ISBN 3-10-033612-7.
- Lectures et lecteurs dans la France d’Ancien Régime. Éditions du Seuil, Paris 1987, ISBN 2-02-009444-4.
- The cultural uses of print in early modern France. Princeton University Press, Princeton NJ 1987, ISBN 0-691-05499-1.
- als Herausgeber: Les usages de l’imprimé. (XVe – XIXe siècle). Fayard, Paris 1987, ISBN 2-213-01176-1.
- Die unvollendete Vergangenheit. Geschichte und die Macht der Weltauslegung. Aus dem Französischen von Ulrich Raulff. Wagenbach, Berlin 1989, ISBN 3-8031-3551-6 (Aufsatzsammlung).
- Les origines culturelles de la Révolution Française. Éditions du Seuil, Paris 1990, ISBN 2-02-012397-5.
  - Deutsche Übersetzung: Die kulturellen Ursprünge der Französischen Revolution. Aus dem Französischen von Klaus Jöken. Campus u. a., Frankfurt am Main u. a. 1995, ISBN 3-593-35358-X.
- als Herausgeber mit Jacques Le Goff, Jacques Revel: Die Rückeroberung des historischen Denkens. Grundlagen der Neuen Geschichtswissenschaft. Aus dem Französischen von Wolfgang Kaiser. Fischer, Frankfurt am Main 1990, ISBN 3-10-042702-5.
- als Herausgeber: La Correspondance. Les usages de la lettre au XIXe siècle. Fayard, Paris 1991, ISBN 2-213-02454-5.
- L’Ordre des livres. Lecteurs, auteurs, bibliothèques en Europe entre XIVe et XVIIIe siècle. Alinea, Aix-en-Provence 1992, ISBN 2-7401-0024-8.
- als Herausgeber mit Guglielmo Cavallo: Storia della lettura nel mondo occidentale. Laterza, Rom u. a. 1995, ISBN 88-420-4754-6.
  - Deutsche Übersetzung: Die Welt des Lesens. Von der Schriftrolle zum Bildschirm. Campus u. a., Frankfurt am Main u. a. 1999, ISBN 3-593-36079-9.
- Le Livre en révolutions. Entretiens avec Jean Lebrun. Textuel, Paris 1997, ISBN 2-909317-34-X.
- Au bord de la falaise. L’histoire entre certitudes et inquiétude. Éditions Albin Michel, Paris 1998, ISBN 2-226-09547-0.
- mit Pierre Bourdieu: Le sociologue et l’historien. Agone u. a., Marseille u. a. 2010, ISBN 978-2-7489-0118-4 (Chartier führte für France Culture 1988 Gespräche mit Pierre Bourdieu).
  - Deutsche Übersetzung: Der Soziologe und der Historiker. Aus dem Französischen von Thomas Wäckerle. Turia + Kant, Wien u. a. 2011, ISBN 978-3-85132-660-4.
- Cardenio entre Cervantès et Shakespeare. Histoire d’une pièce perdue. Gallimard, Paris 2011, ISBN 978-2-07-012387-2.